# Kinect
Kinect (раніше Project Natal) — безконтактний сенсорний ігровий контролер, спочатку представлений для консолі Xbox 360, і значно пізніше для персональних комп'ютерів під керуванням ОС Windows. Розроблений фірмою Microsoft. Заснований на додаванні периферійного пристрою до гральної консолі Xbox 360, Kinect дозволяє користувачеві взаємодіяти з нею без допомоги контактного ігрового контролера через усні команди, пози тіла, об'єкти або малюнки. Мета проєкту — збільшити число користувачів Xbox 360. Kinect для консолі Xbox був вперше представлений 1 червня 2009 року на виставці E³. У той же день фірма Microsoft розіслала розробникам програм понад 1000 комплектів засобів розробки Kinect. Kinect вийшов для консолі 4 листопада 2010 року в США і 10 листопада в Європі. Поставки версії для Windows були розпочаті 1 лютого 2012 року.

## Технології

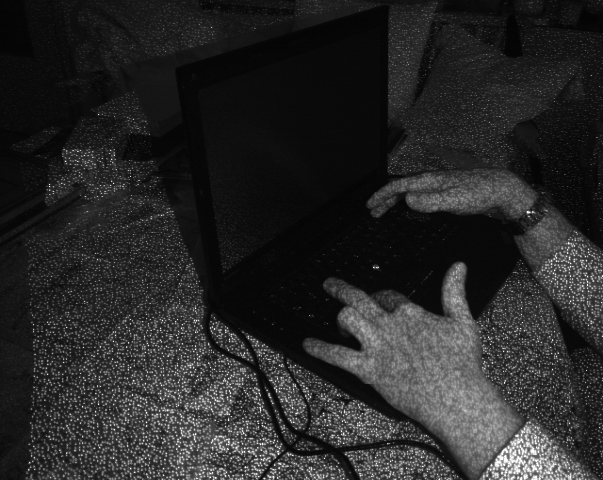
Це ІЧ зображення, показане лазерною сіткою Kinect, яка використовується для розрахунку глибини

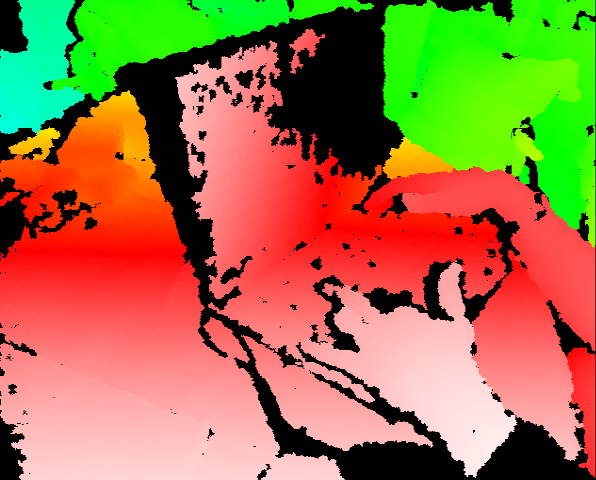
Карта глибини; використовується для відображення: колірний градієнт від білого (ближче) до синього (далі)

Kinect — це горизонтально розташована коробка на невеликій круглій підставці, яку розташовують вище або нижче екрана. Розміри — приблизно 23 см в довжину і 4 см у висоту. Складається з двох сенсорів глибини, кольорової відеокамери та мікрофонної решітки. Власницьке програмне забезпечення здійснює повне 3-х вимірне розпізнавання рухів тіла, міміки особи та голосу. Мікрофонна решітка дозволяє Xbox 360 здійснювати локалізацію джерела звуку та придушує шуми, що дає можливість говорити без навушників та мікрофона Xbox Live.
Датчик глибини складається з інфрачервоного проєктора, об'єднаного з монохромного КМОН-матрицею, що дозволяє датчику Kinect отримувати тривимірне зображення при будь-якому природному освітленні.
Діапазон глибини та програмне забезпечення дозволяють автоматично калібрувати датчик з урахуванням умов гри і навколишніх умов, наприклад меблів, що знаходяться в кімнаті.
Судячи з недавнім патентом Microsoft, Kinect буде здатний розпізнавати жестову мову. Поки патент стосується лише ASL, але, можливо, інші мови будуть додані пізніше. Очікується, що це розширить аудиторію користувачів та допоможе навчати німих жестовій мові.
Однак, згідно з офіційним коментарем, ця особливість не буде включена в першу версію Kinect за зниженою ціною. З іншого боку, Microsoft не відмовляється від використання патенту — але чи буде це поліпшена версія Kinect або окремий продукт, поки невідомо.

## Історія проєкту

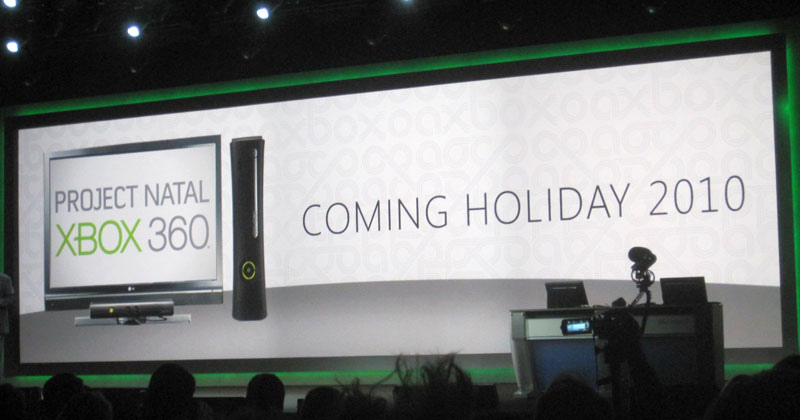
Рекламні банери із зазначенням готовності випуску Kinect (тоді «Project Natal») на Різдво 2010

Проєкт Natal заснований на програмному забезпеченні розробленому корпорацією Microsoft та вебкамери ZCam випущеної в 2000 р. фірмою 3DV Systems. ZCam є різновидом TOF-камери, що дозволяє отримувати тривимірну відео інформацію.
Назва проєкт «Natal» слід традиції корпорації Microsoft використовувати назви міст як кодові імена. Директор проєкту Алекс Кіпман вибрав назву бразильського міста Натал щоб вшанувати країну свого походження та тому, що слово natal пов'язано з народженням, оскільки Кіпман вважав, що проєкт збільшить число користувачів Xbox 360.
Перед E3 2010, 25 березня 2010 року корпорація Microsoft розіслала запрошення на світову прем'єру проєкту «Natal», яка пройшла 13 червня в центрі «Гален» (англ. Galen Center).
14 червня 2010 проєкт «Natal» був перейменований в Kinect.
16 червня 2011 року, Microsoft оголосила про випуск нового пристрою Kinect for Windows, а також нового SDK beta.
Комерційна версія Kinect SDK була випущена 1 лютого 2012 року. З цього моменту оцінити всі переваги нового контролера змогли не лише власники Xbox 360, але і користувачі звичайних ПК під керуванням Windows.
В 2017 році виробництво оригінальних контролерів Kinect було припинено через низький попит на них. Однак, вже в 2019 році Microsoft випустила Azure Kinect Developer Kit, який мав покращену камеру, мікрофони та інші сенсори. Цей комплект був призначений для розробників, які прагнули використовувати технологію Kinect у своїх проєктах з використанням хмарної платформи Azure.
21 серпня 2023 року, за повідомленням The Verge, компанія Microsoft оголосила про припинення виробництва Azure Kinect Developer Kit, комплекту розробника для створення застосунків з використанням технології Kinect. Згідно повідомлення на вебсайті Microsoft, компанія ухвалила рішення припинити виробництво Azure Kinect Developer Kit через зміну потреб клієнтів та партнерів. Комплекти Azure Kinect Developer Kit, що залишилися, будуть доступні для користувачів до кінця жовтня 2023 року. В той же час, технологія Kinect не зникне повністю, а буде доступна через партнерську екосистему Microsoft. А саме, як альтернативу Azure Kinect Developer Kit було запропоновано RGB-D-камеру Femto Bolt компанії Orbbec, в якій використовується модуль камери з Azure Kinect Developer Kit.

## Використання
Компанія представила лінійку стартових проєктів для Kinect. До неї увійшла гра за мотивами Star Wars від LucasArts, нова гоночна гра з їжаком Соником Sonic Free Riders, проєкт від Disney під назвою Disneyland Adventures, І танцювальний симулятор Dance Central від MTV Games. Крім того, покупцям запропоновано спортивний збірник Kinect Sports (бокс, боулінг, пляжний волейбол, настільний теніс, футбол та легка атлетика), аркада Kinect Adventures яка входить в комплект з контролером (в комплекті Kinect, Xbox 360 і гра Kinect Adventures), симулятор догляду за вихованцем Kinectimals та гоночна аркада Joy Ride. Власникам Xbox 360 також обіцяють новий відеочат під назвою « Відео сеанс Kinect».
На виставці E³ Microsoft показав кілька застосувань технології:
- Breakout — гра, в якій використовується все тіло для відбивання м'ячів, які розбивають блоки.
- Paint Party — гра, в якій гравець може розкидати фарбу на стіну. Гравець може вибирати колір голосом та використовувати пози тіла для створення трафаретів.

## Ігри для Kinect
| Назва                                                | Розробник                            | Видавець                                      |
| ---------------------------------------------------- | ------------------------------------ | --------------------------------------------- |
| Adidas Micoach                                       | Lightning Fish                       | 505 Games                                     |
| Adrenalin Misfits                                    | Konami                               | Konami                                        |
| The Adventures of Tintin: The Game                   | Ubisoft Montpellier                  | Ubisoft                                       |
| Alvin and the Chipmunks: Chipwrecked                 | Behaviour Interactive                | Majesco Entertainment, 505 Games              |
| Angry Birds Trilogy                                  | Rovio Entertainment                  | Activision                                    |
| Big League Sports                                    | Koolhaus Games                       | Activision                                    |
| The Biggest Loser: Ultimate Workout                  | Blitz Games Studios                  | THQ                                           |
| Binary Domain                                        | Ryū ga Gotoku Studio                 | Sega                                          |
| The Black Eyed Peas Experience                       | iNiS                                 | Ubisoft                                       |
| Blackwater                                           | Zombie Studios                       | 505 Games                                     |
| Body and Brain Connection                            | Namco Bandai                         | Namco Bandai                                  |
| Brave: The Video Game                                | Behaviour Interactive                | THQ                                           |
| Brunswick Pro Bowling                                | FarSight Studios                     | Crave Entertainment, 505 Games                |
| Cabela's Adventure Camp                              | Activision                           | Activision                                    |
| Cabela's Big Game Hunter: Hunting Party              | Activision                           | Activision                                    |
| Carnival Games: Monkey See, Monkey Do                | Cat Daddy Games                      | 2K Play                                       |
| Champion Jockey: G1 Jockey & Gallop Racer            | Koei                                 | Tecmo Koei                                    |
| Child of Eden                                        | Q Entertainment                      | Ubisoft                                       |
| Country Dance All Stars                              | High Voltage Software                | GameMill Publishing                           |
| Dance Central                                        | Harmonix Music Systems               | MTV Games                                     |
| Dance Central 2                                      | Harmonix Music Systems               | MTV Games                                     |
| Dance Central 3                                      | Harmonix Music Systems               | Microsoft Studios                             |
| Dance Evolution                                      | Konami                               | Konami                                        |
| Dance Paradise                                       | Mindscape                            | Universal Music                               |
| Dead Space 3                                         | Visceral Games                       | Electronic Arts                               |
| Deca Sports Freedom                                  | Hudson Soft                          | Konami                                        |
| Def Jam Rapstar                                      | Terminal Reality, 4mm Games          | Konami                                        |
| Dragon Ball Z for Kinect                             | Namco Bandai                         | Namco Bandai                                  |
| EA Sports Active 2                                   | EA Vancouver                         | EA Sports                                     |
| The Elder Scrolls V: Skyrim                          | Bethesda Game Studios                | Bethesda Softworks                            |
| Fable: The Journey                                   | Lionhead Studios                     | Microsoft Studios                             |
| Fantastic Pets                                       | Blitz Games Studios                  | THQ                                           |
| FIFA 13                                              | EA Canada                            | EA Sports                                     |
| Fighters Uncaged                                     | AMA Studios                          | Ubisoft                                       |
| Forza Motorsport 4                                   | Turn 10 Studios                      | Microsoft Studios                             |
| Forza Horizon                                        | Playground Games, Turn 10 Studios    | Microsoft Studios                             |
| Game Party: In Motion                                | FarSight Studios                     | Warner Bros. Interactive Entertainment        |
| Get Fit With Mel B                                   | Lightning Fish                       | Deep Silver, Black Bean Games                 |
| Get Up and Dance HITS                                | O-Games                              | O-Games                                       |
| Grease Dance                                         | Zoë Mode                             | 505 Games                                     |
| The Gunstringer                                      | Twisted Pixel                        | Microsoft Studios                             |
| Halo: Combat Evolved Anniversary                     | 343 Industries                       | Microsoft Studios                             |
| Harley Pasternak's Hollywood Trainer                 | Heavy Iron Studios                   | Majesco                                       |
| Harry Potter and the Deathly Hallows: Part I         | EA Bright Light                      | Electronic Arts                               |
| Harry Potter for Kinect                              | Eurocom                              | Warner Bros. Interactive Entertainment        |
| Hasbro Family Game Night 4: The Game Show            | EA Salt Lake                         | Electronic Arts                               |
| The Hip Hop Dance Experience                         | iNiS                                 | Ubisoft                                       |
| Hole in the Wall: Deluxe Edition                     | Ludia                                | Ubisoft                                       |
| Hulk Hogan's Main Event                              | Panic Button                         | Majesco Entertainment, 505 Games              |
| Ice Age: Continental Drift — Arctic Games            | Behaviour Interactive                | Activision                                    |
| Jillian Michaels’ Fitness Adventure                  | n-Space                              | Majesco Entertainment, 505 Games              |
| Just Dance 3                                         | Ubisoft Paris                        | Ubisoft                                       |
| Just Dance 4                                         | Ubisoft Paris                        | Ubisoft                                       |
| Just Dance: Disney Party                             | Ubisoft Paris                        | Ubisoft                                       |
| Just Dance: Greatest Hits                            | Ubisoft Paris                        | Ubisoft                                       |
| Just Dance Kids                                      | AiLive                               | Ubisoft                                       |
| Just Dance Kids 2                                    | AiLive                               | Ubisoft                                       |
| Kinect Adventures                                    | Good Science Studio                  | Microsoft Studios                             |
| Kinect Disneyland Adventures                         | Frontier Developments                | Microsoft Studios                             |
| Kinect Joy Ride                                      | BigPark                              | Microsoft Studios                             |
| Kinect Nat Geo TV                                    | Relentless Software                  | Microsoft                                     |
| Kinect Rush: A Disney-Pixar Adventure                | Asobo Studios                        | Microsoft Studios, Disney Interactive Studios |
| Kinect Sesame Street TV                              | Microsoft Studios — Soho Productions | Microsoft Studios                             |
| Kinect Sports                                        | Rare Ltd.                            | Microsoft Studios                             |
| Kinect Sports: Season Two                            | Rare Ltd. BigPark                    | Microsoft Studios                             |
| Kinect Star Wars                                     | Terminal Reality LucasArts           | Microsoft Studios                             |
| Kinectimals                                          | Frontier Developments                | Microsoft Studios                             |
| Kinectimals Now with Bears!                          | Frontier Developments                | Microsoft Studios                             |
| Kung Fu High Impact                                  | Virtual Air Guitar                   | Ignition Entertainment, Black Bean Games      |
| Kung Fu Panda 2                                      | Griptonite Games                     | THQ                                           |
| Leela                                                | Curious Pictures                     | THQ                                           |
| Let's Cheer                                          | Cat Daddy Games                      | 2K Play                                       |
| Let's Dance with Mel B                               | Lightning Fish                       | Black Bean Games                              |
| London 2012                                          | Sega Studios Australia               | Sega                                          |
| Madden NFL 13                                        | EA Tiburon                           | EA Sports                                     |
| Marvel Avengers: Battle for Earth                    | Ubisoft Quebec                       | Ubisoft                                       |
| Mass Effect 3                                        | Bioware                              | Electronic Arts                               |
| Michael Jackson: The Experience                      | Ubisoft Montreal                     | Ubisoft, Triumph International                |
| Michael Phelps: Push The Limit                       | Blitz Games Studios                  | 505 Games                                     |
| Minute To Win It                                     | Zoo Games                            | Zoo Games                                     |
| MotionSports                                         | Ubisoft Milan                        | Ubisoft                                       |
| MotionSports Adrenaline                              | Longtail Studios                     | Ubisoft                                       |
| Motion Explosion!                                    | Artech Studios                       | Majesco Entertainment                         |
| NBA Baller Beats                                     | HB Studios                           | Majesco Entertainment                         |
| NBA 2K13                                             | Visual Concepts                      | 2K Sports                                     |
| Need for Speed: Most Wanted                          | Criterion Games                      | Electronic Arts                               |
| Nickelodeon Dance                                    | High Voltage Software                | High Voltage Software                         |
| Nickelodeon Dance 2                                  | High Voltage Software                | 2K Play                                       |
| Nicktoons MLB                                        | High Voltage Software                | 2K Play                                       |
| Nike+ Kinect Training                                | Sumo Digital                         | Microsoft Studios                             |
| Penguins of Madagascar: Dr. Blowhole Returns — Again | THQ                                  | THQ                                           |
| PowerUp Heroes                                       | Longtail Studios                     | Ubisoft                                       |
| Power Rangers Super Samurai                          | Namco Bandai                         | Namco Bandai                                  |
| The Price is Right: Decades                          | Ubisoft                              | Ubisoft                                       |
| Puss in Boots                                        | Blitz Games                          | THQ                                           |
| Rapala for Kinect                                    | Activision                           | Activision                                    |
| Raving Rabbids: Alive & Kicking                      | Ubisoft Milan, Ubisoft Paris         | Ubisoft                                       |
| Rise of Nightmares                                   | Sega Wow                             | Sega                                          |
| Self-Defense Training Camp                           | Ubisoft                              | Ubisoft                                       |
| Sesame Street: Once Upon a Monster                   | Double Fine Productions              | Warner Bros. Interactive Entertainment        |
| The Sims 3: Pets                                     | The Sims Studio                      | Electronic Arts                               |
| Sonic Free Riders                                    | Sonic Team                           | Sega                                          |
| Spongebob's Surf & Skate Roadtrip                    | THQ                                  | THQ                                           |
| Steel Battalion: Heavy Armor                         | From Software                        | Capcom                                        |
| Summer Stars 2012                                    | 49Games                              | Deep Silver                                   |
| Tiger Woods PGA Tour 13                              | EA Tiburon                           | EA Sports                                     |
| Tiger Woods PGA Tour 14                              | EA Tiburon                           | EA Sports                                     |
| Tom Clancy's Ghost Recon: Future Soldier             | Ubisoft Red Storm                    | Ubisoft                                       |
| Toy Story Mania!                                     | Papaya Studio                        | Disney Interactive Studios                    |
| Twister Mania                                        | Naked Sky Entertainment              | Majesco Entertainment, 505 Games              |
| UFC Personal Trainer                                 | Heavy Iron Studios                   | THQ                                           |
| Victorious: Time to Shine                            | High Voltage Software                | D3 Publisher                                  |
| Virtua Tennis 4                                      | SEGA AM3                             | SEGA                                          |
| Who Wants to Be a Millionaire? 2012 Edition          | Ubisoft                              | Ubisoft                                       |
| Winter Stars                                         | 49 Games                             | Deep Silver                                   |
| Wipeout in the Zone                                  | Activision                           | Activision                                    |
| Wipeout 2                                            | Activision                           | Activision                                    |
| Wipeout 3                                            | Activision                           | Activision                                    |
| Yoostar 2                                            | Blitz Games Studios                  | Yoostar Entertainment Group                   |
| Yoostar on MTV                                       | Blitz Games Studios                  | Yoostar Entertainment Group                   |
| Your Shape: Fitness Evolved                          | Ubisoft Montreal                     | Ubisoft                                       |
| Your Shape Fitness Evolved 2012                      | Ubisoft Montreal                     | Ubisoft                                       |
| Zumba Fitness                                        | Pipeworks Software                   | Majesco Entertainment, 505 Games              |
| Zumba Fitness Core                                   | Zoë Mode                             | Majesco Entertainment                         |
| Zumba Fitness Rush                                   | Pipeworks Software                   | Majesco Entertainment, 505 Games              |

## Комплектація
- Камера Kinect
- Кабель живлення
- Керівництво користувача
- Гра Kinect Adventures[18].